# Beryl Cook
Beryl Cook (ur. 10 września 1926 w Egham, zm. 28 maja 2008 w Plymouth) – brytyjska malarka, znana ze swoich komicznych obrazów, na których w karykaturalny sposób przedstawiała postacie, spotykane przez nią w życiu codziennym. Cook nie posiadała wykształcenia artystycznego i malarstwem zajęła się dopiero po 30. roku życia.

## Życiorys
Beryl urodziła się jako Beryl Francis Lansley w Egham w Anglii jako jedna z czterech córek. Jej rodzice wkrótce rozwiedli się i matka wraz z dziećmi wyprowadziła się do Reading. Beryl zrezygnowała ze szkoły jako nastolatka i wyprowadziła się do Londynu, gdzie w 1948 roku poślubiła marynarza Johna Cooka. Ich pierwsze dziecko urodziło się dwa lata później, a w roku 1956 rodzina zamieszkała w Rodezji Południowej (obecnie Zimbabwe). W Afryce spędzili kolejną dekadę i to tam Beryl zajęła się malarstwem. Po powrocie do Wielkiej Brytanii w połowie lat 60. zamieszkali w Looe w Kornwalii, by po kilku latach osiedlić się w Plymouth, gdzie zaczęli prowadzić hotel nad morzem.
Beryl tworzyła coraz więcej obrazów i w latach 70. jeden z nich zwrócił uwagę jednego z klientów, który zapoznał malarkę z szefem miejskiego ośrodka sztuki. Jej pierwsza wystawa miała miejsce w listopadzie 1975 roku i okazała się dużym sukcesem, podobnie jak kolejna, w londyńskiej Portal Gallery w 1976 roku. Pod koniec lat 70. Cook zaczęła wydawać książki z reprodukcjami swoich prac, a London Weekend Television wyemitowało poświęcony jej program telewizyjny. W latach 80. współpracowała z kilkoma pisarzami, ilustrując napisane przez nich książki dla dzieci.
W 1995 roku Cook przyznano Order Imperium Brytyjskiego IV klasy (OBE), który artystka oficjalnie odebrała rok później. Jeden z jej obrazów został zreprodukowany na znaczku pocztowym przez Post Office, a w 2002 roku obraz The Royal Couple został włączony do wystawy poświęconej jubileuszowi panowania Elżbiety II. Beryl Cook zmarła w maju 2008 roku w swoim domu w Plymouth. Obecnie jej obrazy są sporadycznie prezentowane na wystawach.

## Publikacje książkowe
- 1978: The Works
- 1980: Private View
- 1980: Seven Years and a Day (oraz Colette O’Hare)
- 1981: One Man Show
- 1982: Bertie and the Big Red Ball (oraz Edward Lucie-Smith)
- 1983: My Granny Was a Frightful Bore (oraz Nanette Newman)
- 1985: Beryl Cook’s New York
- 1988: On the Town (oraz Edward Lucie-Smith)
- 1988: Beryl Cook’s London
- 1991: Bouncers
- 1995: Happy Days
- 2000: Cruising
- 2000: The Bumper Edition